# Ecnomiohyla thysanota
Ecnomiohyla thysanota é uma espécie de anfíbio da família Hylidae.
Pode ser encontrada nos seguintes países: Panamá e possivelmente em Colômbia.
Os seus habitats naturais são: regiões subtropicais ou tropicais húmidas de alta altitude, rios, marismas de água doce e marismas intermitentes de água doce.